# Elmer Allison
Elmer T. Allison (1883-1982) fue un editor, activista político y socialista estadounidense. Es recordado principalmente como editor de los periódicos The Cleveland Socialist y The Toiler, los cuáles fueron precursores del periódico oficial del Partido Comunista de los Estados Unidos, Daily Worker.

## Trayectoria

### Primeros años
Nació el 5 de diciembre de 1883 en Houstonia, Misuri, siendo hijo de Nataniel Allison y Matie Johnson. Cuando cursaba el quinto grado de primaria, sus padres lo sacaron del colegio para que pudiera trabajar y aportar a la familia, por lo que su educación fue básicamente autodidacta.
En 1899, los Allison se mudaron al estado de Washington, donde Elmer encontró empleo en una fábrica, creando tejas de cedro para techos mediante una sierra automática.

### Actividad
Allison se unió al Partido Socialista de América (SPA) en 1901, año de su fundación, y participó activamente en las actividades de su filial estatal, el Partido Socialista de Washington. También fue miembro del Sindicato de trabajadores industriales del mundo (IWW) n.º 500 tras el surgimiento de este sindicato revolucionario en 1905.
En 1905, la hermana de Elmer, Hortensia Allison, se casó con su amigo y compañero de partido, Alfredo Wagenknecht, un líder activo de la rama radical de Pike Street, dirigida por el editor de periódicos Hermon F. Titus. Ambos cuñados mantendrían una estrecha relación política durante las dos décadas siguientes, que presenciaron la formación del movimiento comunista estadounidense.
Junto con Wagenknecht, Allison fue encarcelado brevemente en 1907 durante la lucha por la libertad de expresión entre los socialistas de Seattle y la administración de la ciudad por el derecho a hablar desde tribunas en las vías públicas.
Fue elegido Secretario del Partido Socialista Local de Seattle en 1908. Ese mismo año, se casó con su primera esposa, Anna Theresa Swanson.
Junto con su Wagenknecht, Allison se mudó a Cleveland, Ohio, en 1917, donde fue elegido editor de The Cleveland Socialist, el semanario publicado por el condado local de Cuyahoga. El nombre de este periódico se cambió posteriormente a The Toiler y se convirtió en la publicación oficial del Partido Comunista del Trabajo (CLP) cuando este grupo se formó en una escisión del SPA en agosto de 1919. Allison continuó desempeñando el papel de editor durante algún tiempo, cediendo el puesto editorial principal a James P. Cannon en agosto de 1920, cuando llegó a Cleveland. El periódico se trasladó a la ciudad de Nueva York en el otoño de 1921, con Allison siguiéndolo. The Toiler nunca fue una publicación "ilegal", a pesar del traslado forzado del CLP a una existencia secreta y sombría debido a las continuas redadas del Departamento de Justicia de los Estados Unidos durante los primeros años de la década de 1920.
Poco después fue elegido secretario de la American Labor Alliance, una rama del entonces clandestino Partido Comunista de América que abogaba por una existencia y participación abierta y legalizada en las campañas políticas.
Allison también trabajó como gerente comercial de The Toiler, el periódico que editaba, desde 1921. Continuó en este puesto en 1922, cuando el periódico cambió su nombre a The Worker para reforzar su conexión con el nuevo "partido político legal" del movimiento comunista estadounidense, el Partido de los Trabajadores de América (WPA). La convención fundacional del grupo, celebrada en la ciudad de Nueva York a principios de enero de 1922, eligió a Allison para el Comité Ejecutivo Central de la nueva organización.
En 1922, Allison, divorciado, se casó con su segunda esposa, Rosa Rosen.
En octubre de 1922, fue elegido miembro del consejo administrativo de siete miembros de la WPA, un órgano similar a un comité ejecutivo en muchas otras organizaciones. Sin embargo, permaneció poco tiempo en este cargo, ya que en 1923 fue nombrado director administrativo del liceo y departamento de literatura de la WPA.
Allison hizo al menos una campaña para tener un cargo político, postulándose para el Senado del estado de Nueva York en el distrito 14 por el Partido de los Trabajadores (Comunista) en 1926.

### Últimos años
Allison se mudó a Danbury, Connecticut, a principios de la década de 1920, donde vivió muchos años. Trabajó como obrero en una fábrica hasta los 80 años, cuando finalmente se jubiló.
Después de su jubilarse, pasó los veranos en una casa de verano que había construido en Southbury, Connecticut, escribiendo poesía que se publicó en varios pequeños periódicos del estado.
Elmer Allison murió a la avanzada edad de 98 años, el 18 de julio de 1982 en Olympia, Washington. Su cuerpo está enterrado en el cementerio Woodbine de Puyallup, también en Washington.